# Liste des présidents de Djibouti
Ce tableau présente la liste des présidents de Djibouti depuis son indépendance de la France, le 27 juin 1977.

## Liste des titulaires
| N° | Portrait            | Titulaire (Naissance-mort)        | Élection                 | Mandat       | Mandat     | Mandat                      | Parti politique | Parti politique |
| N° | Portrait            | Titulaire (Naissance-mort)        | Élection                 | Début        | Fin        | Durée                       | Parti politique | Parti politique |
| -- | ------------------- | --------------------------------- | ------------------------ | ------------ | ---------- | --------------------------- | --------------- | --------------- |
| 1  |                     | Hassan Gouled Aptidon (1916-2006) | 1977 1981 1987 1993      | 27 juin 1977 | 8 mai 1999 | 21 ans, 10 mois et 11 jours |                 | RPP             |
| 2  | Ismaïl Omar Guelleh | Ismaïl Omar Guelleh (né en 1947)  | 1999 2005 2011 2016 2021 | 8 mai 1999   | en cours   | 26 ans, 2 mois et 24 jours  |                 | RPP (UMP)       |